# 苓北町立志岐小学校
苓北町立志岐小学校（れいほくちょうりつ しきしょうがっこう）とは、熊本県天草郡苓北町志岐にある小学校。

## 沿革
- 1874年（明治7年）7月 - 志岐43番地に創立
- 1876年（明治9年）4月 - 第一八番中学区志岐校と称す
- 1887年（明治20年）- 尋常志岐小学校と改称
- 1888年（明治21年）11月 - 内田分教場設置
- 1891年（明治24年）4月 - 上津深江小学校創立
- 1892年（明治25年）- 上津深江尋常小学校と改称
- 1898年（明治31年）9月 - 志岐山分教場設置
- 1926年（大正15年）4月 - 志岐尋常高等小学校、上津深江尋常高等小学校と改称
- 1932年（昭和7年）3月 - 志岐山・内田分教場を廃止し、上津深江尋常高等小学校を分教場とする
- 1941年（昭和16年）4月 - 志岐国民学校と改称
- 1947年（昭和22年）4月 - 志岐村立志岐小学校と改称
- 1955年（昭和30年）- 苓北町立志岐小学校と改称
- 1998年（平成10年）- 上津深江分校廃止

## 学校周辺
- 富岡湾
- 志岐保育園